# Vasasszonyfa
Vasasszonyfa is een plaats (község) en gemeente in het Hongaarse comitaat Vas. Vasasszonyfa telt 390 inwoners (2001).

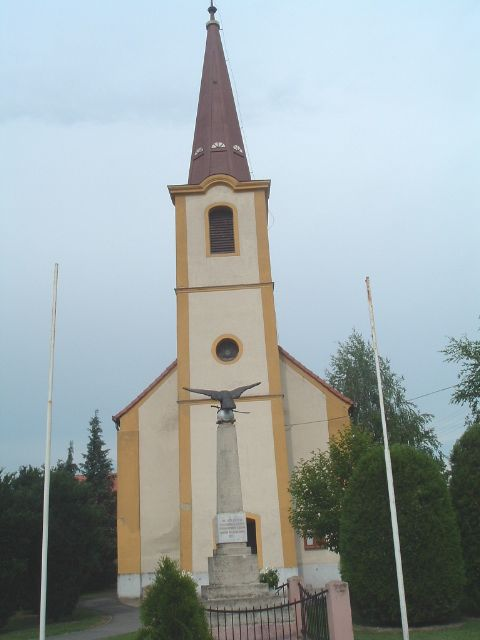
Kerk